# 什布奇山口
什布奇山口（Shipki La;Sibgyi La ），别名什布奇拉、拉容马山口,藏文意为舒适阴坡山,位于中国西藏阿里地区札达县底雅乡什布奇村西面约5 km，是朗钦藏布（象泉河）流经喜马拉雅山脉拉容马山形成的山系缺口，海拔约 3,104 m，它是古丝绸之路的一个分支，也是目前中国与印度开放的边境口岸之一（印度喜马偕尔邦金瑙县卡布镇——中国西藏札达县久巴口岸），该口岸仅进行小规模边境贸易，对非当地居民，不提供过境 。

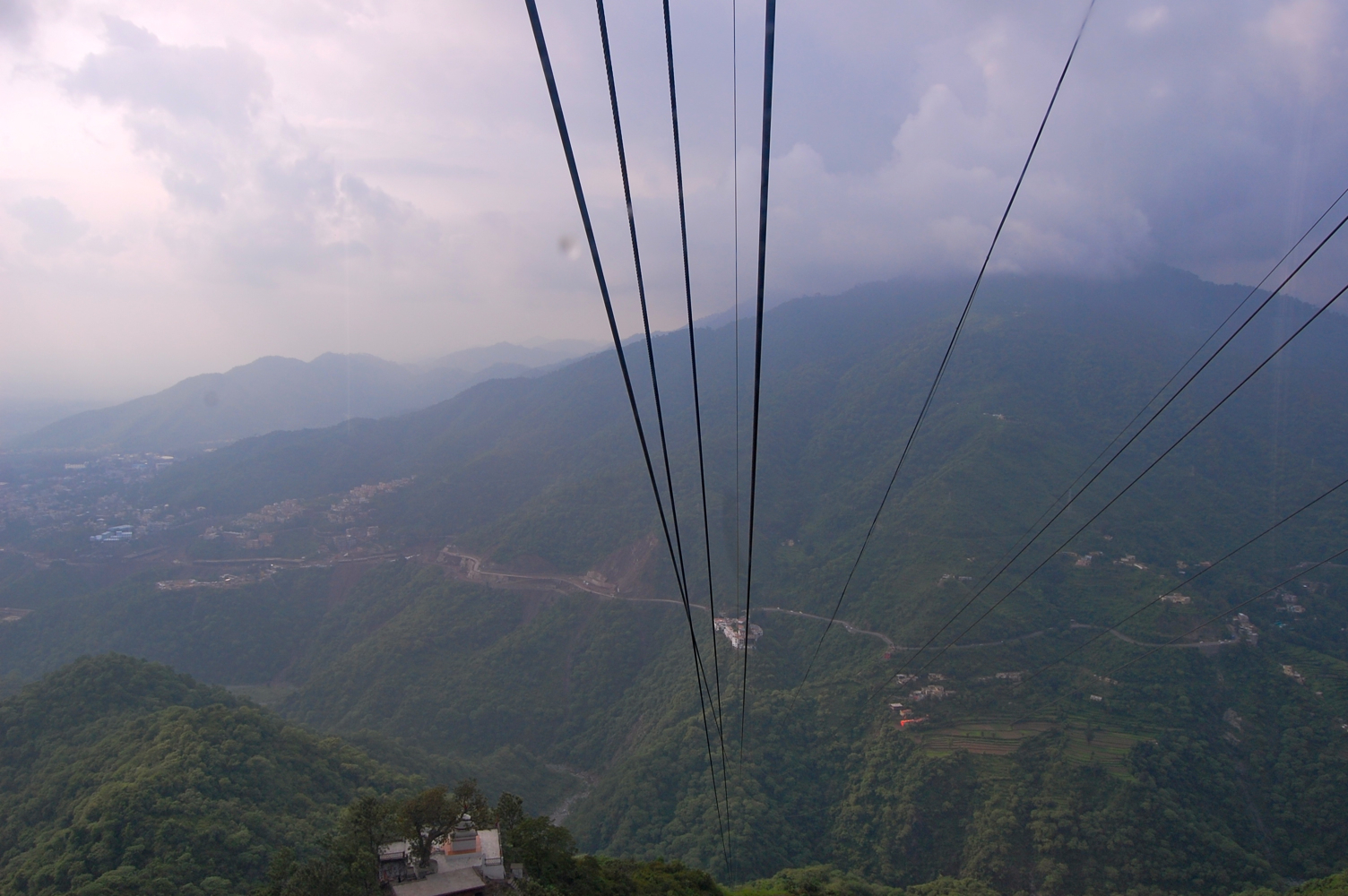
印度22号国道, 通往什布奇之路

## 历史
什布奇山口属于中国与印度边界中段领土争议区之一。1958年4月,印军侵驻拉容马山顶,在该地修建营房6间后建立永久哨所，曾被印度实际控制。近年来中国开始控制这里。并拆除了印度的哨所。中国声称，中印两国在此地的传统习惯边界在什布奇山口以西的活不桑河的河中心。什布奇山口是印度在中印中段边境通往中国西藏四大重要通道之一（其余三大通道分别为桑三桑巴通道、公贡桑巴通道及强拉山口）,1841年5月，查谟-克什米尔的森巴人侵犯中国西藏阿里，兵分三路，其中的一路就是通过什布奇山口侵入阿里的。

## 中印贸易
有人建议可以开放中国219国道-印度5号国道(NH5)，连通到阿拉伯海，这样比连通中国-巴基斯坦两国的喀喇昆仑公路的运输牢靠得多。 据称，可能大大增加中印两国的边境贸易。

## 参看
- Photos of the pass on Flickr